# Capella (Spagna)
Capella è un comune spagnolo di 383 abitanti situato nella comunità autonoma dell'Aragona.